# Mills County, Texas
Mills County är ett administrativt område i delstaten Texas, USA, med 4 936 invånare (2010). Den administrativa huvudorten (county seat) är Goldthwaite.

## Geografi
Enligt United States Census Bureau har countyt en total area på 1 942 km². 1 937 km² av den arean är land och 5 km² är vatten. 

### Angränsande countyn
- Comanche County - norr
- Hamilton County - nordost
- Lampasas County - sydost
- San Saba County - sydväst
- Brown County - nordväst